# Pista di Nardò
Die Pista di Nardò, auch beschreibend Pista circolare oder circuito di Nardò genannt, ist eine kreisförmige Teststrecke bei Nardò in Italien. Sie liegt in der Region Apulien, rund 20 Kilometer nordwestlich der Stadt, auf dem Testzentrum Nardò Technical Center, das über weitere Fahrzeugteststrecken und Werkstätten verfügt.

## Geschichte
Die Teststrecke wurde in den 1970er Jahren mit öffentlichen Fördermitteln gebaut, um dem Mezzogiorno, dem wirtschaftlich schwachen italienischen Süden, unter die Arme zu greifen. Sie ist kreisförmig, weil sie zunächst als Basis eines Teilchenbeschleunigers geplant war, mit einem Durchmesser von 4 km, einer Streckenlänge von 12,6 km und gilt noch vor dem Auto Club Speedway in Fontana, Kalifornien als schnellster Automobil-Rundkurs der Welt.
Im März 2008 wurde als zusätzliche Teststrecke im Innern des Ovals ein 6,2 km langer Handlingkurs eröffnet.
Im Mai 2012 übernahm die Porsche-Unternehmenstochter Porsche Engineering den Betrieb der Teststrecke vom bisherigen Besitzer Prototipo SpA.

## Streckenbeschreibung
Die Strecke ist eine Hochgeschwindigkeitsbahn mit überhöhten Kurven, deren Kurvenüberhöhung (ähnlich des früheren Verlaufs der AVUS-Bahn in Berlin) bei Seitenkraft-Freiheit Geschwindigkeiten bis zu 240 km/h zu fahren erlaubt. Niedrige Geschwindigkeiten werden „innen, unten“ gefahren, wo die Kurven noch recht „flach“ sind; für höhere Geschwindigkeiten „klettern“ die Fahrer in den schüsselförmig erhöhten Kurven weiter nach oben, wo die Kurvenneigung nach innen größer ist. Es ist möglich, höhere Geschwindigkeiten als 240 km/h zu fahren. Dies führt jedoch zu hohen Radlasten und Seitenkräften an den Rädern und in der Folge oftmals zu Reifenproblemen. Geschwindigkeiten von bis zu 500 km/h sind möglich.
Maximale Geschwindigkeit ohne Seitenkraft auf den einzelnen Bahnen:
- Bahn 1 – 100 km/h
- Bahn 2 – 140 km/h
- Bahn 3 – 190 km/h
- Bahn 4 – 240 km/h

Auf der Nardò-Bahn wurden im Lauf der Jahrzehnte Hunderte von Rekorden aufgestellt. Bemerkenswert sind hierbei der Geschwindigkeitsrekord für straßenzugelassene Serienfahrzeuge des Koenigsegg CCR mit 387,87 km/h (28. Februar 2005) sowie ein Rekord für Elektroautos durch den Keio University Eliica mit 370 km/h.
Die Johanniter-Unfall-Hilfe e. V. aus Stuttgart (Regionalverband Stuttgart) übernimmt für Porsche die dortige Betriebsmedizin und speziell bei Unfällen auf dem Testgelände die Erstversorgung mittels eigener Rettungswagen. Diese stellt extra erfahrene Rettungsassistenten und -sanitäter für diese Aufgaben zur Verfügung.

## Weitere Einrichtungen

### Weitere Teststrecken
Abseits der Hochgeschwindigkeitsbahn gibt es am Nardó Technical Center folgende Fahrzeugteststrecken:
- Low Speed Ring (auch: Lorry Track, zu dt. LKW-Strecke – Kreisbahn für niedrige Geschwindigkeiten mit einer Rundenlänge von 12.500 m)
- Handlingkurs (mit einer Länge von 6.222 m)
- 2 Dynamik-Plattformen
- Noise Track (Streckenabschnitt zur Geräuschmessung)
- 2 Off-Road-Strecken (mit Staub-Belag)
- Africa Road (Afrikanische Off-Road-Verhältnisse mit Schmutz, Staub, Geröll und Fels)
- Dust & Gravel Oval (mit Staub und Schotter, und einer Rundenlänge von 2.150 m)
- Cross-Country Road (mit Belag aus fester Erde, Staub, Geröll und Fels wird sie als anspruchsvollste Off-Road-Strecke für SUVs, Geländefahrzeuge und Enduro-Motorräder geführt)
- Special Pavements Track (Strecke mit unterschiedlichen Bodenbelägen bzw. -pflasterungen)
- Mud Road
- Tire Laceration Road (mit einer Oberfläche aus großen, spitzen Steinen)
- Low Friction Area (aus wasserbenetzten Keramikplatten)
- Rolling Track (zwei Rollenreihen zu 5 m Länge, zur Simulation einer vereisten Fahrbahn)
- Reverse Gear Track (Rückfahrstrecke mit einer Länge von 150 m)
- Concrete Slopes (vier betonierte Steigungshügel, mit Steigungen von 6 % bis 30 %)
- Water Wades (drei Watbecken, mit Tiefen von 20 cm bis 160 cm)
- Curbstone Area (mit einer Bordsteinhöhe von 15 cm)

### Infrastruktur
- Etwa 40 Werkstätten
- Tankstelle
- Elektrische HV-Ladestationen
- Autowaschservice
- Büro- und Konferenzräume
- Restaurant

Des Weiteren bietet das Nardó Technical Center diverse Ingenieur- und Testdienstleistungen an.

## Kritik
Anfang 2024 wurde bekannt, dass Porsche das Testgelände für 450 Millionen Euro erweitern und dafür Wälder mit einer Gesamtfläche von 200 ha roden will.
Als Renaturierungsmaßnahme ist die Wiederaufforstung von insgesamt 600 ha Wald geplant.
Gegner der Erweiterung, die sowohl aus Italien als auch aus Deutschland kommen, betonen jedoch, dass der Wald unter der europäischen Habitatdirektive stehe und daher nicht abgeholzt werden dürfe.
Ebenfalls kritisiert wird, dass die Erweiterung nicht an jenen Flächen angedacht wird, die für die Renaturierung vorgesehen sind. Durch die knappe Verfügbarkeit von Wasser an diesen Orten, wird befürchtet, dass die 1,2 Millionen neuen Bäume ohnehin in wenigen Monaten verdorren werden.
Ende März 2024 hat die Regional-Regierung einen Baustopp für diese Erweiterung verhängt, um das regionale öffentliche Interesse an der Durchführung des Projekts mit dem Umweltschutz in Einklang zu bringen.
Ende März 2025 hat Porsche schließlich die Ausbaupläne aufgegeben. Der Gründe seien insbesondere das aktuell herausfordernde Umfeld und die sich verändernden Rahmenbedingungen für die weltweite Automobilindustrie.